# St. Vitus (Breitenworbis)

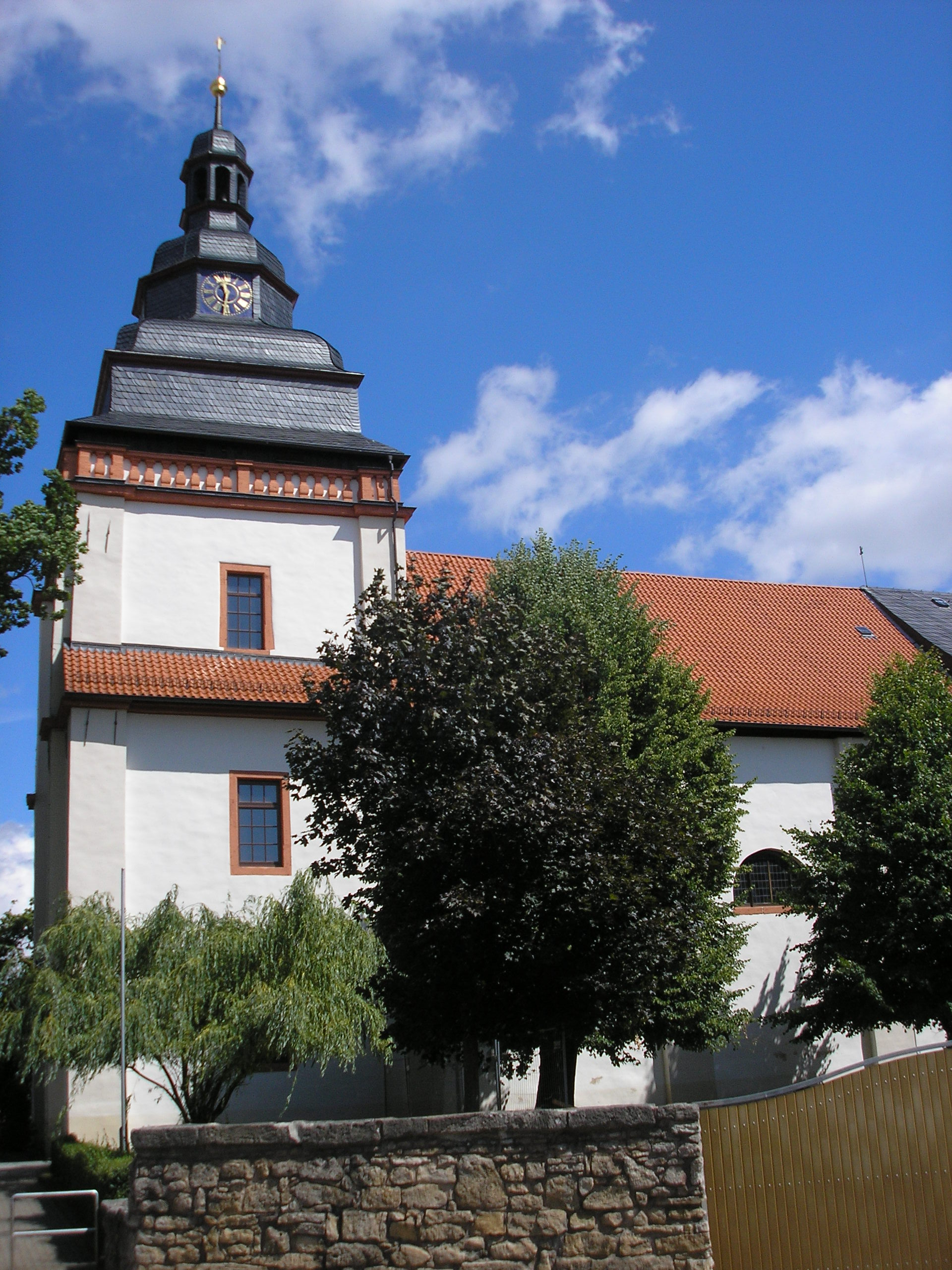
Römisch-katholische Kirche St. Vitus in Breitenworbis

Die römisch-katholische Filialkirche St. Vitus steht in Breitenworbis im thüringischen Landkreis Eichsfeld. Sie ist Filialkirche der Pfarrei St. Antonius Worbis, mit der Pfarrkirche St. Nikolaus, im Dekanat Nordhausen des Bistums Erfurt. Sie trägt das Patrozinium des heiligen Vitus.

## Geschichte
Die Pläne für die Kirche stammen von dem italienischen Baumeister Antonio Petrini. Die Errichtung der Kirche erfolgte von 1681 bis 1685 auf den Fundamenten der Vorgängerkirche am Ort eines heidnischen Opferplatzes. Der Erfurter Weihbischof Johann Daniel von Gudenus weihte die Kirche am 26. Juni 1685. Die Innengestaltung erfolgte 1692. Das Ossuarium wurde 1699 angebaut. Kirchturm inklusive der Turmuhr wurden 1861 erneuert. Die Turmuhr wurde 1907 abermals erneuert und mit vier Zifferblättern ausgestattet. 1935 erfolgte eine Innensanierung und 1966 die Restaurierung der Ausmalung. 1972 und 2001 erhielt der Turm jeweils eine neue Schiefereindeckung. Eine weitere umfassende Sanierung der Kirche erfolgte 1980.

## Architektur
Das Kirchenschiff ist ein Saalbau im Barockstil Petrinis. Der Kirchbau ist 38 m lang, 12 m breit und 15 m hoch.

## Ausstattung

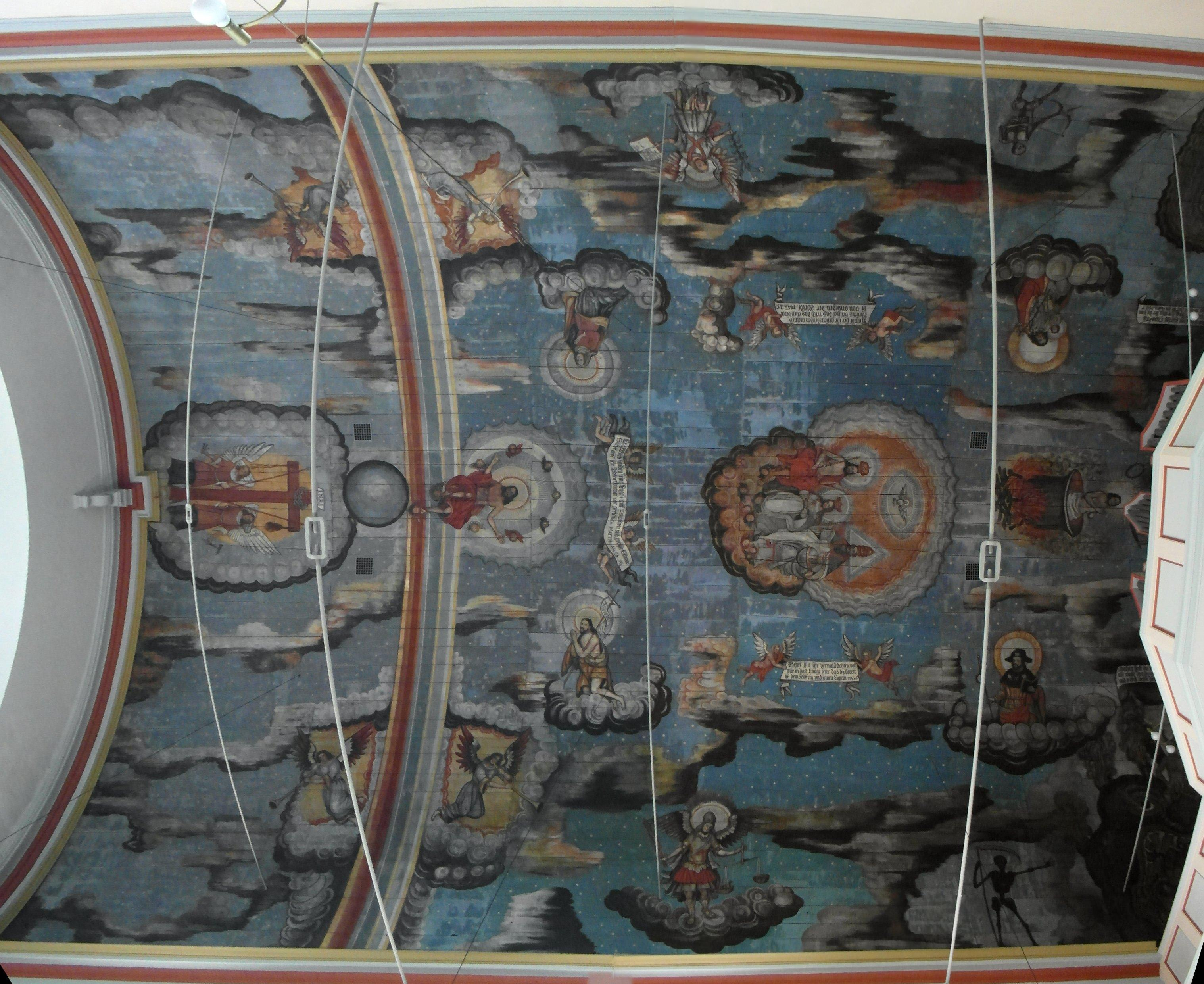
Deckengemälde

Das Deckengemälde von 1692 ist von großer Bedeutung und steht unter Denkmalschutz. Die Bänke stammen von 1935. In einer Nische im Turm befindet sich ein Annenaltar, der ähnlich gestaltet ist wie die 1698 von Meister Berg aus Heiligenstadt geschaffene Kanzel. Ursprünglich standen in der Kirche ein Hochaltar, der dem heiligen Vitus, rechts ein Nebenaltar, der den Heiligen Sebastianus, Johannes und Paulus, und links ein Nebenaltar, der der Mutter Gottes geweiht war. 1728 wurde der Hochaltar durch ein neues Werk von Meister Jakob Geburzki ersetzt. Dieser wurde 1762 um zwei Statuen des heiligen Andreas und Jakobus, rechts und links des Tabernakels, und vier Engel ergänzt. Die Altarbilder wurden 1858 von Meister Hunold aus Heiligenstadt geschaffen. Der heutige Taufstein wurde 1887 geschaffen. Die Beichtstühle wurden 1789 und 1790 vermutlich von Bildhauer Petri aus Heiligenstadt geschaffen. Am 24. April 1984 wurde der Kreuzweg, eine Spende von Katharina Grosse, in der Kirche aufgehängt. Die Statuen der schmerzhaften Mutter Gottes von 1890, des heiligen Vitus von 1894 und der Heiligen Familie von 1896 wurden in St. Ulrich am Pillersee gefertigt.

## Glocken
Die Kirche besaß zu Anfang eine Glocke, die 1860 neu gegossen werden musste, nachdem sie zersprungen war. Sie war „Den heiligen Apostelfürsten Petri und Pauli“ gewidmet. 1883 wurde das Geläut um zwei kleinere Glocken ergänzt. Im Juli 1917 wurden die mittlere und kleine Glocke zum Einschmelzen für Kriegszwecke abgenommen. Nach dem Krieg 1922 ließ die Gemeinde in Apolda zwei neue Glocken gießen. Allerdings wurden 1942 zwei Glocken durch die Nationalsozialisten eingeschmolzen und die dritte nach Birkungen verkauft. Erst 1956 wurden vier neue Glocken angeschafft, die ebenfalls in Apolda gegossen wurden.
| Nr. | Gussjahr | Gussort | Durchmesser (mm) | Gewicht (kg) | Schlagton | Name          |
| --- | -------- | ------- | ---------------- | ------------ | --------- | ------------- |
| 1   | 1956     | Apolda  | 1880             | 2845         | cis′      | Maria Königin |
| 2   | 1956     | Apolda  |                  |              |           | Barbara       |
| 3   | 1956     | Apolda  |                  |              |           | Herz Jesu     |
| 3   | 1956     | Apolda  |                  |              |           | Theresia      |

2016 wurde das Geläut durch ein neues ersetzt.